# Poecilochroa loricata
Poecilochroa loricata (лат.) — вид пауков рода Poecilochroa семейства пауков-гнафозидов (Palpimanidae). Впервые описан австрийским арахнологом Эрихом Кричером в 1996 году.

## Распространение
Эндемик Мальты.

## Описание
Известны только самцы.
Головогрудь слабо волосистая, длиной около 2,8 мм и шириной около 1,6 мм, однородного светло-коричневого окраса.
Опистосома (брюшко) яйцевидная, сероватого и жёлтого окраса.